# Дадли, Уильям (епископ)
Уильям Дадли (англ. William Dudley; умер 29 ноября 1483) — английский прелат, епископ Дарема с 1476 года, сын Джона (VI) Саттона, 1-го барона Дадли, и Элизабет Беркли из Биверстоуна. Также в последние 2 месяца жизни был канцлером Оксфордского университета.
Хотя в начале войны Алой и Белой розы отец Уильяма воевал среди сторонников Генриха VI, после воцарения Эдуарда IV Саттоны заключили мир с йоркистами, а сам Уильям в 1467 году стал одним из королевских капелланов и получил 3 бенефиция. После того как в марте 1471 года Уильям одним из первых поддержал реставрацию Эдуарда IV, придя к нему с отрядом из 160 человек, его карьера быстро пошла в гору. Он стал деканом Королевской капеллы, был капелланом королевы Елизаветы, позже был деканом капеллы Святого Георгия в Виндзоре и архидиаконом Мидлсекса. А в 1476 году был назначен епископом Даремским. На этой должности, не обладая административным опытом и достаточно сильным характером, он быстро попал под влияние королевского брата, герцога Ричарда Глостера (будущего короля Ричарда III), который стал фактическим правителем Даремского палатината. После смерти Эдуарда IV Уильям в апреле 1483 года поддержал восхождение Ричарда III на престол. Он неожиданно умер полгода спустя.

## Происхождение
Уильям происходил из рода Саттонов, который по женской линии происходил от Роджера Сомери (умер в 1291) через его старшую дочь Маргарет, которая после смерти своего брата Джона принесла в 1322 году своему мужу, Джону (I) Саттону, половину феодальной баронии Дадли. Хотя город Дадли находился в Вустершире, поместья Саттонов были сосредоточены на юго-западе Стаффордшира. Также у них были владения, сосредоточенные вокруг поместья Малпес в Чешире. Несмотря на то, что Саттоны владели частью феодальной баронии Дадли, они не носили баронского титула вплоть до 1440 года, когда Джон (VI) Саттон (1400—1487) не был вызван в английский парламент как 1-й барон Дадли.
Джон (VI) Саттон был женат на Элизабет (умерла в 1478), дочери сэра Джона Беркли из Биверстоуна (Глостершир), вдове Эдварда, лорда Чарльтона. В этом браке родилось четверо сыновей. Старшим был умерший раньше отца Эдмунд, сын которого Эдвард позже унаследовал владения Саттонов и баронский титул. Вторым был Джон — отец печально известного советника короля Генриха VII Эдмунда Дадли. Уильям был, вероятно, третьим по старшинству сыном. Ещё в этом браке родился сын Оливер, а также 3 дочери — Маргарет, Джейн и Элеонора.

## Биография
Год рождения Уильяма неизвестен. Он получил образование в Оксфордском университете, где в 1454 году ему была присвоена степень бакалавра, а в 1456 — магистра. После этого он поселился в городе Малпес в Чешире, где в 1457 году стал приходским священником, а в июле того же года был рукоположён в диаконы. Хотя в начавшейся в это время войне Алой и Белой розы его отец воевал на стороне короля Генриха VI, после победы йоркистов он заключил с ними мир. В итоге в 1467 году Уильям был одним из капелланов короля Эдуарда IV, а также имел три бенефиция.
В марте 1471 года, когда Эдуард IV пытался ввернуть себе корону, Уильям одним из первых присоединился к нему в Донкастере, приведя с собой отряд из 160 человек. Благодаря этому его карьера стала стремительно развиваться. Вернувший себе престол благодарный Эдуард IV через несколько месяцев повысил Уильяма до должности декана Королевской капеллы. В его подчинении находилось 3 каноника и 24 капеллана. Кроме того, в 1471—1474 годах Уильям был капелланом королевы Елизаветы. В дальнейшем он стал получать и другие должности и пожалования. С 1473 года Уильям был деканом капеллы Святого Георгия в Виндзоре, с 1475 года — архидиаконом Мидлсекса. К 1476 году он имел пребенды в Йорке, Солсбери, Чичестере и Уэлсе. В качестве декана капеллы Святого Георгия Уильям был свидетелем начала строительства новой часовни, а в качестве декана Королевской капеллы сопровождал Эдуарда IV в его экспедиции во Францию и был одним из его посланников, заключивших договор в Пикиньи. Позже король использовал его в качестве дипломата для дальнейших переговоров с французами.
31 июля 1476 года Уильям был назначен епископом Дарема. Его интронизация прошла между 1 сентября и 12 октября, а с 14 октября он стал получать церковные доходы с епархии. Хотя Уильям был далеко не первым доверенным лицом короля, ставшим епископом Дарема, отсутствие опыта административной работы делало его выбор достаточно неожиданным. Однако к этому моменту он был старшим священнослужителем при королевском дворе, поэтому данное назначение вполне соответствовало желаниям Эдуарда IV, который предпочитал управлять страной через своих приближённых. Э. Дж. Поллард полагает, что король рассчитывал, что Уильям будет полностью выполнять его распоряжения в Даремском палатинате. И в какой-то мере новый епископ так и поступал. Уильям без каких-то проблем позволил королевским комиссарам заняться ремонтом Норемского замка, а также выделил ренту для сэра Джона Пилкингтона — рыцаря королевского тела. Кроме того, король, вероятно, полагал, что новый епископ будет более лоялен, чем его предшественник Лоуренс Бут, к его брату — герцогу Ричарду Глостеру.
Однако Эдуард IV совершенно не ожидал, что назначенный им епископ, не обладавший достаточно сильным характером, окажется под полным контролем его брата. Уже к 1477 году Уильям за всеми советами обращался к герцогу Глостеру. В 1479 году он пожизненно пожаловал тому Уирдейлский лес и парк Стенхоуп, которые приносили ежегодный доход в 100 фунтов. В 1480 году Уильям дал герцогу Глостеру, назначенному королевским наместником Севера, полное право призывать на службу жителей Даремского палатината; это дозволение было продлено в 1482 году. В епископском совете к этому моменту преобладали сторонники королевского брата. Кроме того, людям герцога были отданы на откуп некоторые должности и сборы в Даремском палатинате. По сути Уильям передал свою епархию под полный контроль Ричарду Глостеру; историки сравнивают положение герцога в Даремском палатинате с той, которой обладал тремя десятилетия ранее герцог Солсбери во время епископства своего брата Роберта де Невилла.
Когда в 1483 году умер Эдуард IV, Уильям находился при дворе и 20 апреля исполнял заупокойную службу во время похоронных обрядов. Он поддержал возведение на престол Ричарда III, присутствуя на его коронации, а на коронационном банкете занимал почётное место отсутствовавшего архиепископа Кентерберийского. В августе Уильям сопровождал нового короля в его поездке в Мидлендсе, а 8 сентября замещал архиепископа Йоркского на церемонии инвеституры нового принца Уэльского в Йоркском соборе.
20 октября 1483 года Уильям был избран канцлером Оксфордского университета. Вероятно, к тому времени он уже вернулся в Вестминстер вместе с королём, поскольку там он неожиданно умер 29 ноября. Его тело было похоронено в церкви Святого Николая в Вестминстерском аббатстве. Очертания надгробья, которое было сделано из утраченной ныне латуни, сохранились на плите усыпальницы под навесом.